# Schizymenium linearifolium
Schizymenium linearifolium är en bladmossart som beskrevs av Bruce H. Allen 2002. Schizymenium linearifolium ingår i släktet Schizymenium och familjen Bryaceae. Inga underarter finns listade i Catalogue of Life.